# Ritterspornbäume
Die Ritterspornbäume (Vochysiaceae) sind eine Pflanzenfamilie in der Ordnung der Myrtenartigen (Myrtales). Die 190 bis 210 Arten sind hauptsächlich in der Neotropis verbreitet.

## Beschreibung
Bei den Arten der Familie Vochysiaceae handelt es sich meist um immergrüne, verholzende Pflanzen, dies als Bäume, Sträucher und Lianen wachsen. Die einfachen Laubblätter sind wie bei den meisten anderen Myrtenartigen gegenständig, es gibt aber hier Taxa mit wechselständig oder quirlig angeordneten Blättern. Wenn Nebenblätter vorhanden sind, dann sind sie klein; manchmal sind sie zu Drüsen umgewandelt.
In meist rispigen Blütenständen stehen meist viele Blüten zusammen. Die zwittrigen, meist großen Blüten sind zygomorph oder asymmetrisch. Die Blütenhüllblätter sind in Kelch und Krone gegliedert. Der gespornte Kelch besteht aus fünf an der Basis verwachsenen Kelchblättern. Die Kelchblätter sind oft ungleich groß und das größte bildet einen Sporn. Callisthene, Erisma, Korupodendron, Qualea und Ruizterania besitzen nur ein Kronblatt, Vochysia drei, Erismadelphus und Salvertia fünf Kronblätter. Die genagelten Kronblätter sind frei und weiß, rosa bis purpurfarben oder gelb. Es ist nur ein Kreis mit ein bis fünf (bis sieben) Staubblättern vorhanden, die frei sein oder an den Staubfäden verwachsen sein können. Typisch ist, dass nur ein Staubblatt fertil ist mit einem kurzen Staubfaden und langen Staubbeutel. Es ist funktional nur ein unterständiges Fruchtblatt vorhanden oder drei Fruchtblätter sind zu einem oberständigen Fruchtknoten verwachsenen.
Es werden Kapselfrüchte oder Samaras, das sind einsamige Früchte mit vier bis fünf Flügeln (in diesem Fall aus beständigen Kelchblättern), gebildet.

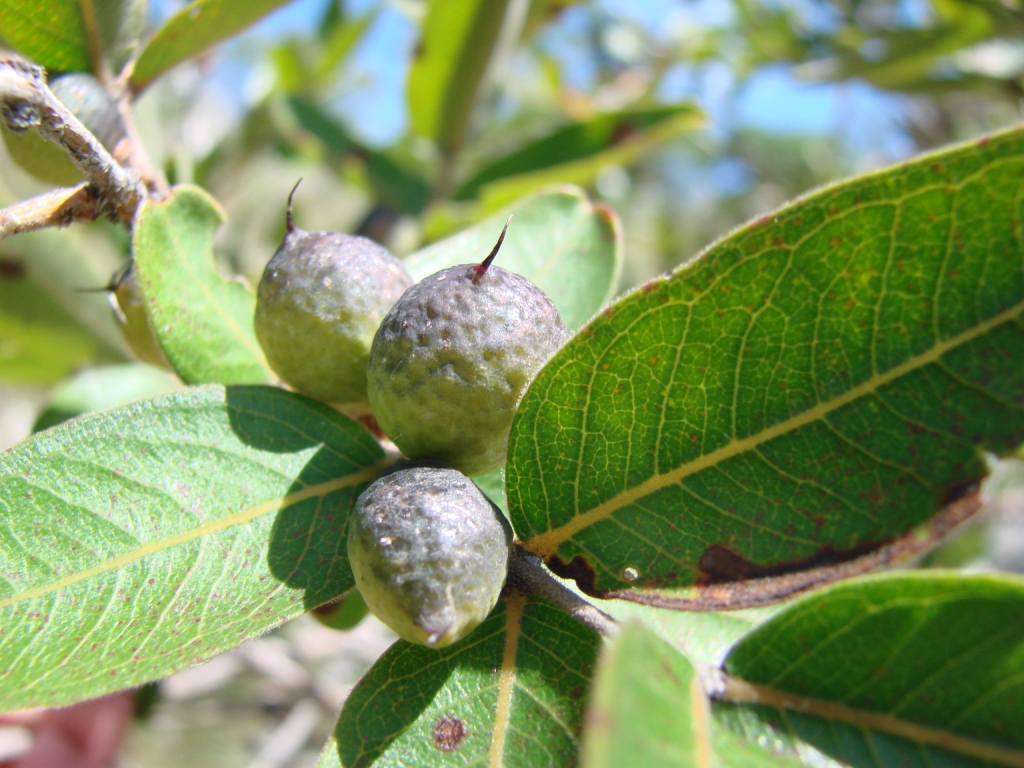
Callisthene major

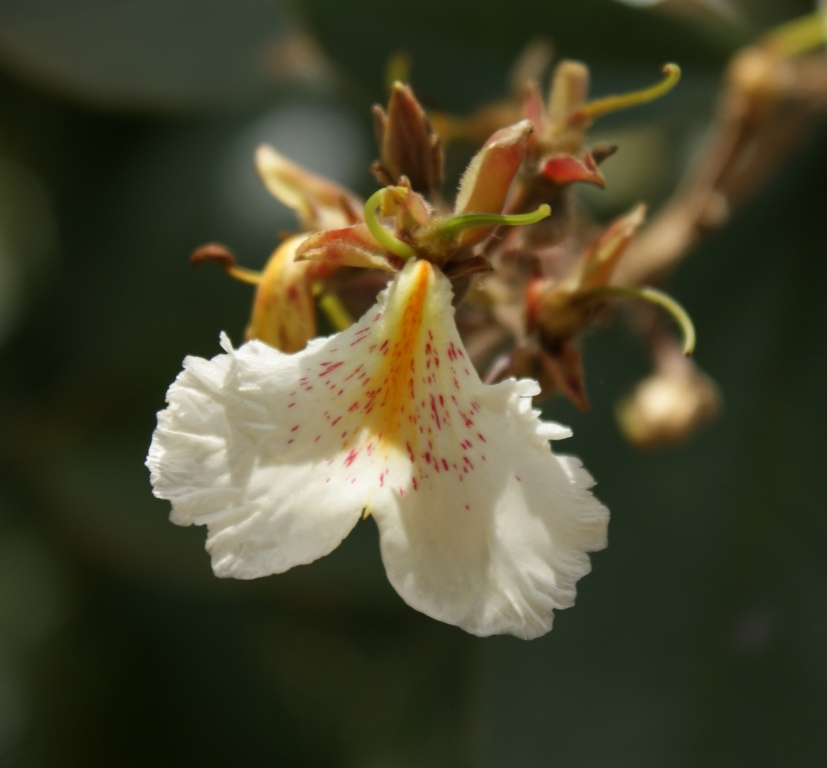
Qualea multiflora

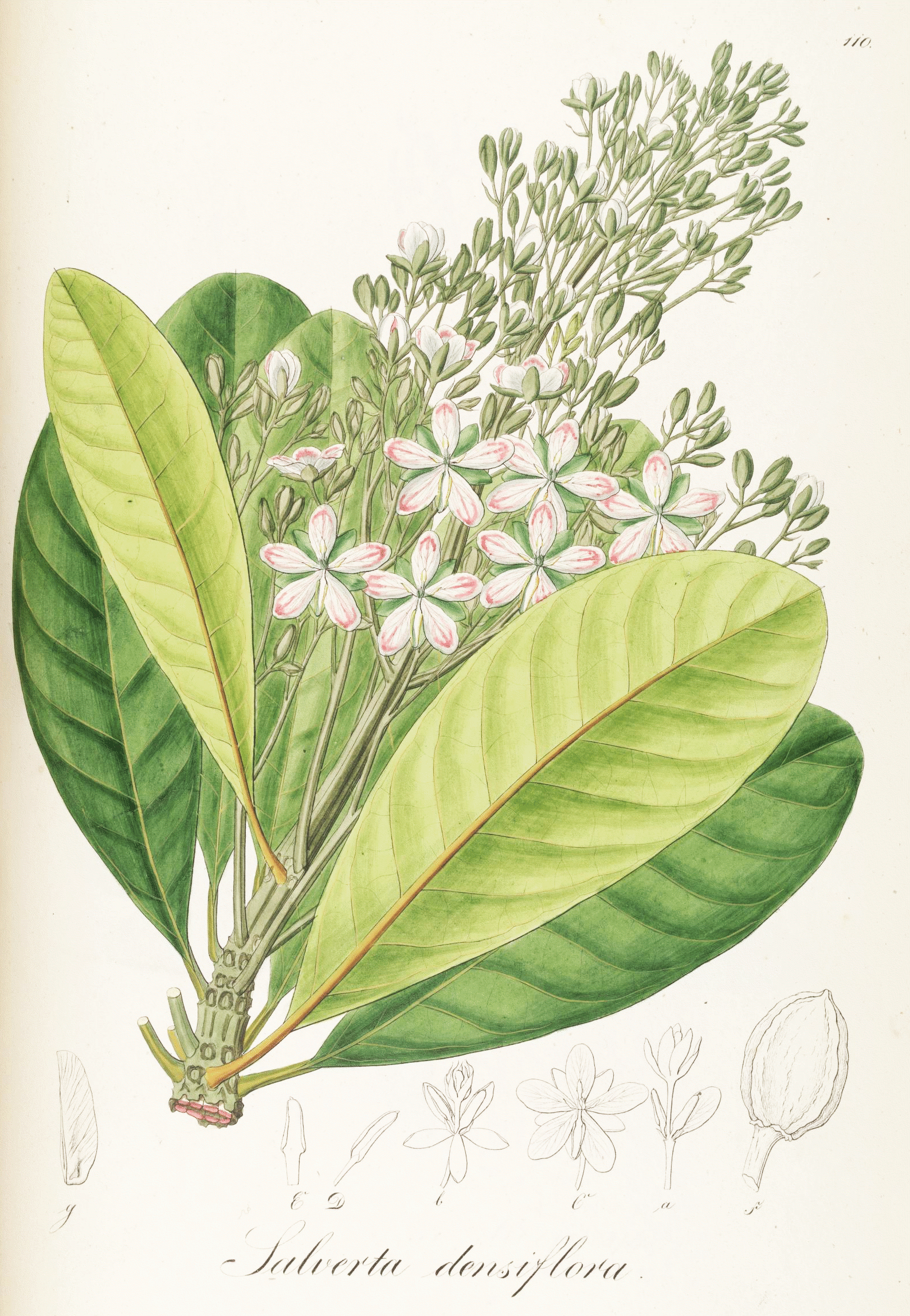
Illustration von Salvertia densiflora

## Systematik und Verbreitung
Die Familie Vochysiaceae wurde 1820 durch Augustin François César Prouvençal de Saint-Hilaire in Mémoires du Muséum d'Histoire Naturelle, Band 6, S. 265 unter dem Namen „Vochisieae“ aufgestellt.
Die Vochysiaceae stehen den Chrysobalanaceae am nächsten.
Die Verbreitung ist hauptsächlich neotropisch. Die größte Artenvielfalt herrscht in Zentralamerika, im tropischen Südamerika und auf den Karibischen Inseln. Im westlichen tropischen Afrika sind nur die Gattung Erismadelphus und Korupodendron zu finden. Die Areale liegen meist im Tiefland-Regenwald.
Die Familie Vochysiaceae ist in zwei Tribus gegliedert und enthält etwa sieben bis acht Gattungen mit 190 bis 210 Arten:
- Tribus Erismeae Dumort.: Sie besitzen funktional ein einzelnes unterständiges Fruchtblatt und als Früchte Samaras, das sind einsamige Früchte mit Flügeln (in diesem Fall aus beständigen Kelchblättern). Sie enthält drei Gattungen:
  - Erisma Rudge: Die etwa 22 Arten sind in Südamerika verbreitet.
    - Erisma uncinatum Warm.: Aus dem mittleren bis nördlichen Südamerika.

  - Erismadelphus Mildbr.: Die nur zwei Arten sind im tropischen West- bis nach Zentralafrika verbreitet:
    - Erismadelphus exsul Mildbr.
    - Erismadelphus sessilis Keay & Stafleu

  - Korupodendron Litt & Cheek: Sie enthält nur eine Art:
    - Korupodendron songweanum Litt & Cheek.: Sie ist im tropischen Westafrika verbreitet.
- Tribus Vochysieae Dumort.: Drei Fruchtblätter sind zu einem oberständigen Fruchtknoten verwachsen. Sie bilden Kapselfrüchte. Sie enthält etwa fünf Gattungen:
  - Callisthene Mart.: Die etwa sieben Arten sind in Südamerika verbreitet.
  - Qualea Aubl.: Die etwa 60 Arten sind in der Neotropis weitverbreitet.
    - Qualea rosea Aubl.:  Nördliches Brasilien, Suriname und Französisch-Guayana

  - Ruizterania Marc.-Berti: Die etwa neun Arten sind in Südamerika verbreitet.
  - Salvertia A.St.-Hil.: Sie enthält höchstens drei Arten in Südamerika.
  - Vochysia Aubl.: Die etwa 100 Arten sind in der Neotropis weitverbreitet.

Die früher in diese Familie eingeordnete Gattung Euphronia mit ein bis zwei Arten besitzt vollkommen anders aufgebaute Blüten und bildet heute eine eigene Familie Euphroniaceae innerhalb der Ordnung der Malpighienartigen (Malpighiales).

## Nutzung
Einige Arten dienen der Holzgewinnung.